# Allium nevii
Espèce
Classification APG III (2009)
Allium nevii, connu sous le nom commun d’oignon Nevius ou d’ail de Nevius, est une espèce de plante à fleurs de la famille des Amaryllidaceae originaire du comté de Washington et centre-nord de l'Oregon aux États-Unis.
Il a pour synonyme : Allium douglasii var. nevii (S. Wats.) Ownbey & Mingrone

## Habitat
Il pousse dans les prairies humides et le long des berges des cours d’eau à des altitudes allant jusqu’à 2000 m,.

## Description
Allium nevii est une plante géophyte qui présente des bulbes en forme d’œuf atteignant 2 cm de diamètre. Une plante aura généralement 1 à 3 hampes florales, de section ronde ou légèrement aplatie et faisant près de 25 cm de haut. Les fleurs sont en ombelle comprenant jusqu’à 30 fleurs, chacune en forme de cloche et d’environ 7 mm de diamètre. Les tépales sont de couleur rose; Les anthères et le pollen bleu,.

## Taxonomie
Historiquement, Allium nevii était traité comme faisant partie de l’espèce Allium douglasii A. douglasii et A. nevii ont été placés dans l’alliance Ownbey Allium falcifolium  et par la suite par  Traub dans la sous-section Falcifolia, section Lophioprason, sous-genre Amerallium 